# Феодосий (Стефановский)
Феодосий Стефановский (или Стефанович; ум. 1811) — архимандрит Полтавского Крестовоздвиженского монастыря Полтавской  епархии Русской православной церкви и педагог.

## Биография
Феодосий Стефановский был «природой из малороссийской нации». Обучался в Киево-Могилянской академии. 
Был пострижен в монашество в Киево-Софийском монастыре 24 августа 1764 года. В сане иеродиакона этого монастыря с 9 января 1768 по июль 1774 года он состоял учителем низших латинских классов Киево-Могилянской академии и истолкователем катехизиса. 
В конце июля 1774 года он был направлен в Крутицкую епархию и 14 сентября определён там игуменом московского Покровского монастыря и, одновременно, учителем Крутицкой семинарии. 
В начале июля 1775 года Был перемещён в Лихвинский Покровский Добрый монастырь, с назначением первоприсутствующим в Лихвинском духовном правлении, а с октября того же года — присутствующим и в Крутицкой консистории.  
С 17 февраля 1777 года он состоял учителем высших классов Ярославской духовной семинарии и вскоре получил назначение игуменом Алексеевского монастыря в Угличе и смотрителем Угличского духовного училища. С 1783 года — присутствующий в ростово-ярославской консистории.
В 1784 году назначен игуменом Кирилловского монастыря в Киеве и членом духовной дикастерии; с 1788 года — игумен Георгиевского Козелецкого монастыря; с 1793 года — Киево-Выдубицкого, а с 1797 года — снова Козелецкого монастыря. С 1798 года — архимандрит Полтавского Крестовоздвиженского монастыря, выполняя в то же время обязанности цензора проповедей полтавского повета, а с 26 ноября 1800 года по 5 ноября 1801 года — обязанности благочинного церквей Полтавы и первоприсутствующего в полтавском духовном правлении. 
Умер 23 марта (4 апреля) 1811 года в Крестовоздвиженском монастыре. 